# Micrurus langsdorffi
Micrurus langsdorffi là một loài rắn trong họ Rắn hổ. Loài này được Wagler mô tả khoa học đầu tiên năm 1824.